# Roi mây

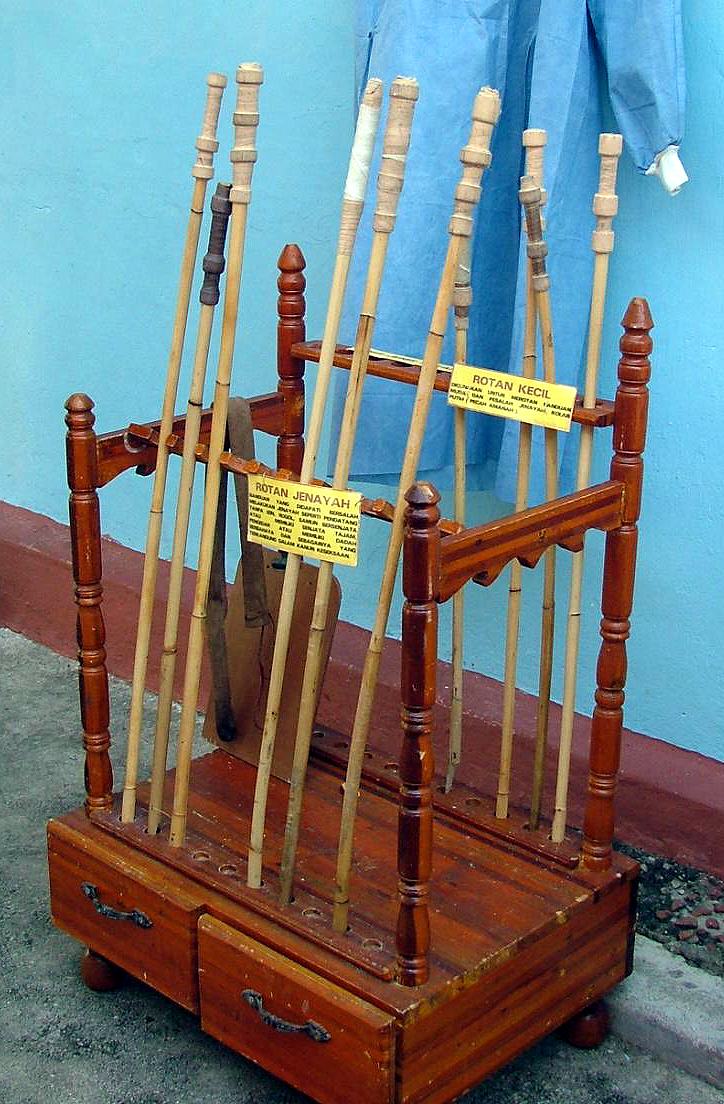
Roi mây dùng phạt phạm nhân tại Malaysia

Roi mây là một dụng cụ dùng để Đánh đòn có dạng một thanh hình trụ dài, cứng nhưng dẻo. Về lý thuyết, roi mây được làm từ thân cây mây, tuy nhiên tên gọi này cũng được mở rộng cho các loại roi có hình dạng tương tự. Roi mây được sử dụng để phạt đánh đòn trong trường học chủ yếu tại Anh, Ấn Độ, Sri Lanka, Malaysia, Singapore, Australia và New Zealand, Tại Đông Nam Á, việc dùng roi mây để đánh đòn trẻ em và thiếu niên trước đây khá phổ biến. Hiện tại đã được nhiều nước cấm vì các ảnh hưởng xấu cho trẻ em. Đánh đòn bằng roi mây vào mông đang được Singapore, Malaysia và Brunei sử dụng như một hình phạt của pháp luật dành cho các phạm nhân nam. Các phần cơ thể thường dùng làm mục tiêu để đánh là mông và lòng bàn tay.

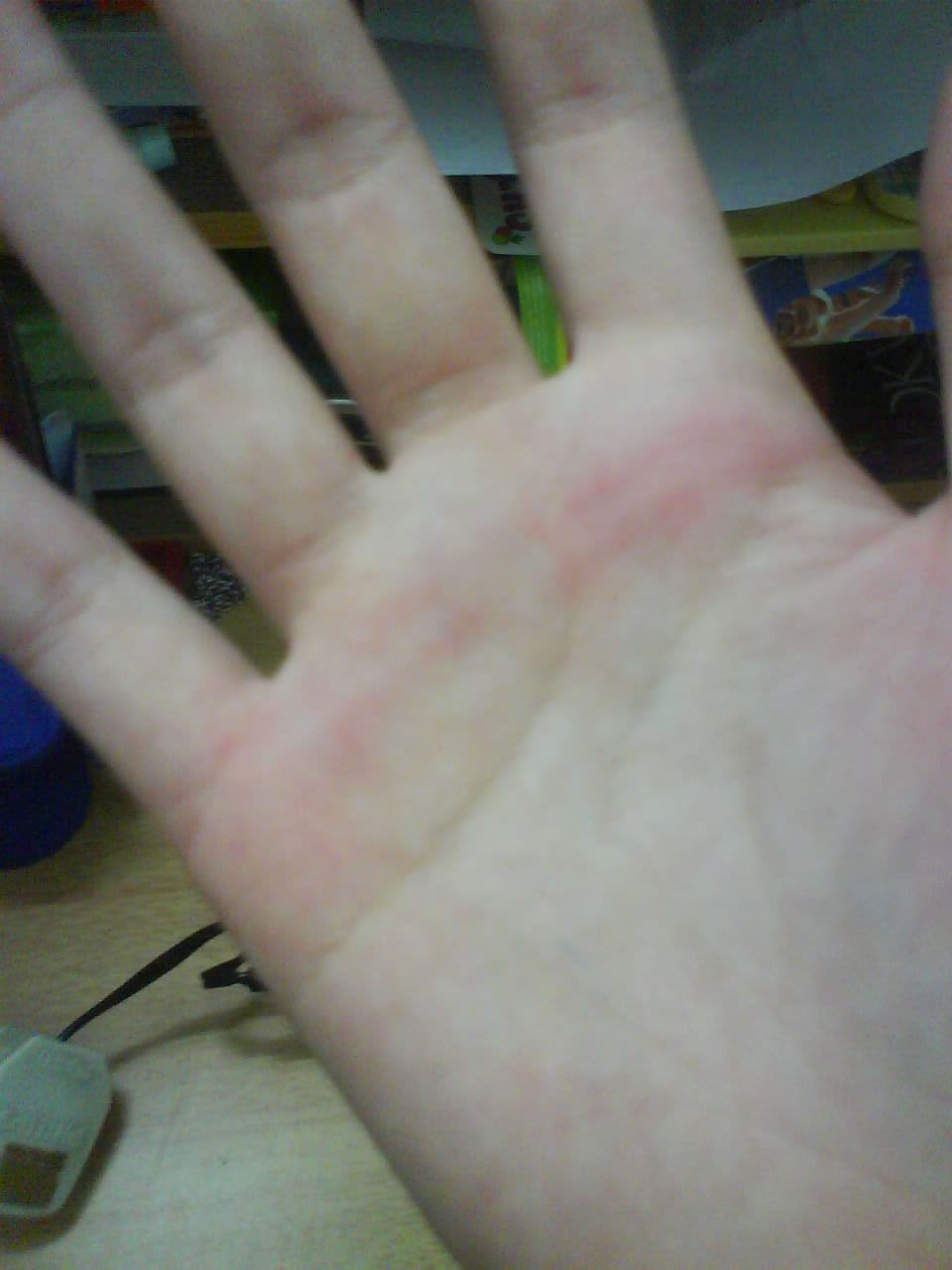
Lằn roi hằn trên tay học sinh sau khi bị đánh bằng roi mây, hình phạt đánh vào mông cho kết quả tương tự trên mông.

Trong khi roi tre rẻ hơn dễ tìm hơn, roi mây vẫn được lựa chọn do tính chất vật liệu độc đáo của nó. Mây không cứng và rỗng như tre mà xốp rắn và rất linh hoạt - trong thực tế, linh hoạt hơn bất kỳ vật liệu tự nhiên khác có cùng đường kính. Khi chịu đánh đòn bằng roi tre, người chịu đòn không chỉ thấy ít đau hơn mà roi tre có thể dễ dàng vỡ thành các mảnh vụn có thể gây tổn thương không mong muốn. Một cây roi mây, ngược lại, rất khó vỡ và đánh đau hơn. Đánh đòn bằng roi mây luôn luôn đi kèm với nguy cơ làm da và các mô bị thương. Thông thường sau khi đánh đòn bằng roi mây, trên da thịt của người bị đánh nổi rõ nhưng lằn roi sưng lên, có thể thâm tím thậm chí rách da chảy máu. Khi chịu phạt đánh đòn theo pháp luật tại Singapore, Malaysia và Brunei, phạm nhân thường phải cởi truồng và chịu đánh vào mông trần bằng một cây roi mây ngâm nước cho nặng và được tiệt trùng. Điều này khiến cho mông phạm nhân bị rách da, tét thịt và chảy nhiều máu cũng như để lại sẹo vĩnh viễn. Hình phạt đánh đòn tại các nước này có thể lên tới 24 roi liên tục.

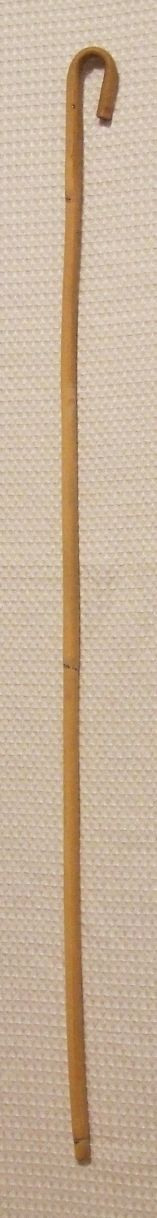
Roi mây tại châu Âu
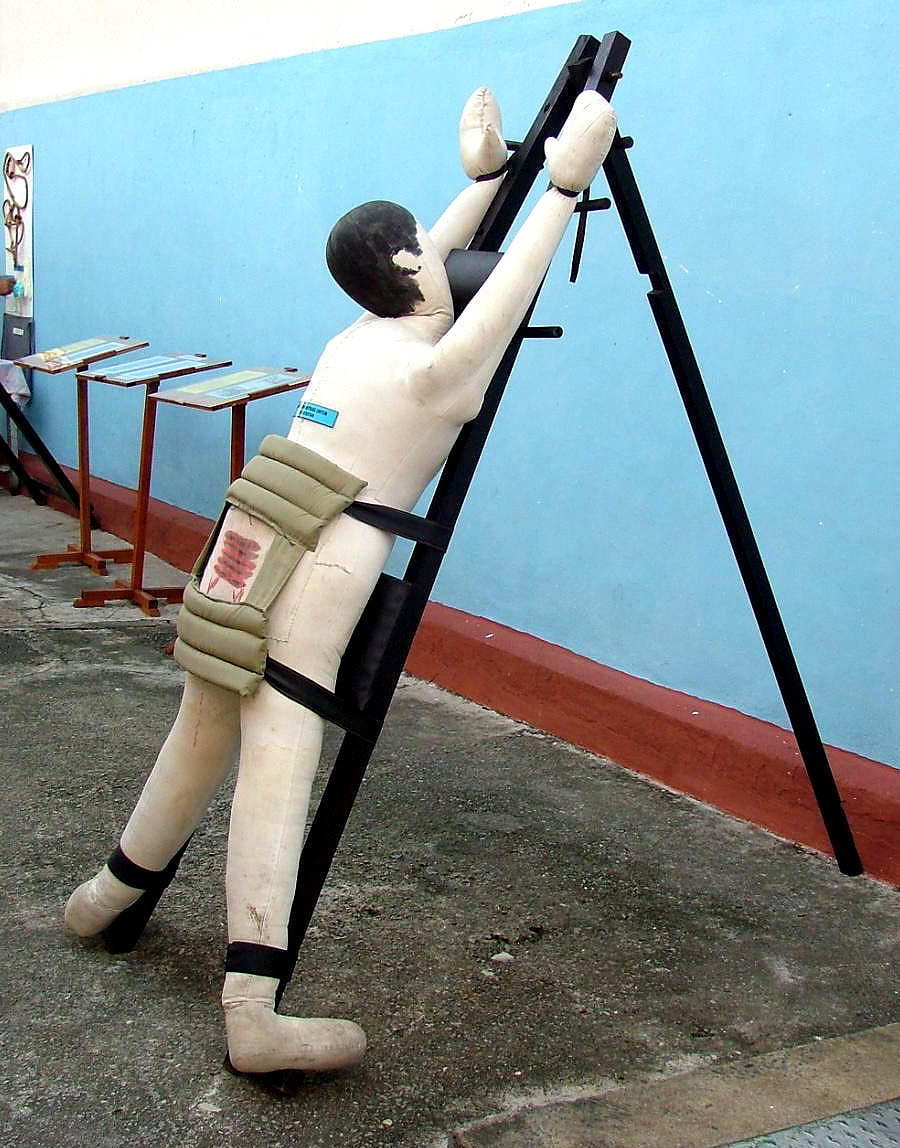
Miêu tả cách một phạm nhân Malaysia chấp hành hình phạt đánh đòn bằng roi mây vào mông